# Dereje Debele

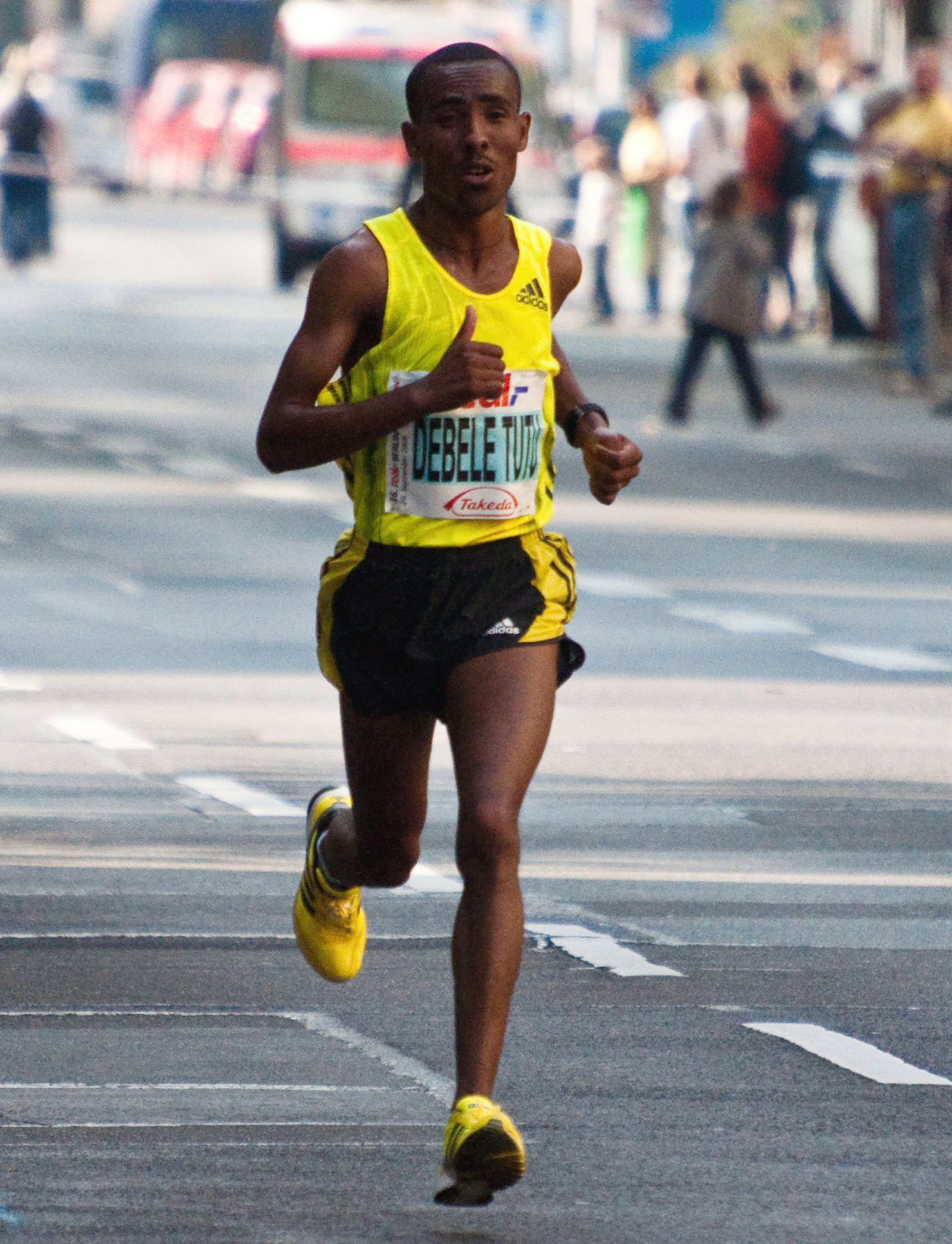
Dereje Debele beim Berlin-Marathon 2009

Dereje Debele (* 26. Juli 1986) ist ein äthiopischer Langstreckenläufer.
2008 kam er bei den Crosslauf-Weltmeisterschaften auf den 21. Platz und gewann mit dem äthiopischen Team Silber.
Im Jahr darauf wurde er Zweiter beim Vienna City Marathon und Vierter beim Berlin-Marathon.
2010 wurde er Fünfter beim Dubai-Marathon und Sechster beim Prag-Halbmarathon.
2016 gewann er den Dublin-Marathon.

## Persönliche Bestzeiten
- Halbmarathon: 1:01:43 h, 27. März 2010, Prag
- Marathon: 2:09:08 h, 19. April 2009, Wien